# 4x4 Magazine
4x4 MAGAZINE(フォーバイフォーマガジン, 4x4マガジン)は、1977年7月に創刊され、2010年に印刷物としては休刊し現在は電子書籍となっている四輪駆動車専門月刊誌。

## 概要
紙の専門誌としては399号の月刊誌の他に多くの別冊と単行本そしてビデオが発売された。制作は東京都のフォーバイフォーマガジン社で販売も同社。創刊からしばらくは書店を通じた一般販売はされずに年間購読予約と販売代理店のみで販売された。販売店の多くはオフロードショップであったが個人の場合もあった。
いわゆる四駆ブームの前に創刊されたことからブームに対してのオピニオンリーダー的存在であった。創刊には主に日本四輪駆動車倶楽部の会員が携わっていた。当時の会長であった矢島幸男が発行人となり、当時事務局長であった石川雄一が制作していた会報の延長でもあった。日本の自動車関係の刊行物としては異例な全く独立した組織による出版であった。日本だけではなくアメリカ以外では初めての四駆専門誌であった。執筆も既存の評論家に人材がいないことから石川雄一を始めとした四駆のマニアによるものであった。内容はマニアックでありユーザー側の視点で制作された。創刊号はB5判モノクロであったが2号からはA4判となった。後に株式会社フォーバイフォーマガジン社となり現在に至る。